# Jules Sieben
Guillaume Henri Jules Sieben, ook Willem Henricus Julius Sieben, (Zichem, 29 oktober 1879 - Scherpenheuvel, 3 december 1964) was een Belgisch volksvertegenwoordiger en burgemeester.

## Levensloop
Sieben was een zoon van de Nederlander Jan-Hendrik Sieben (1847-1909), die onderwijzer was in Averbode, en van Rosalie Verdeijen (1845-1940). Hij trouwde met Eudoxia Janssens (1878-1942) en ze hadden drie dochters.
Hij stichtte in Scherpenheuvel de drukkerij De Pelgrim. Tijdens de Eerste Wereldoorlog was hij actief in het lokaal Hulp- en Voedingscomiteit en dit leverde hem, zoals aan zoveel andere leden van dergelijke comités, naambekendheid en erkenning op.
Dit had tot gevolg dat hij in 1926 werd verkozen tot gemeenteraadslid van Scherpenheuvel. Hij werd onmiddellijk tot burgemeester benoemd en bleef dit ambt uitoefenen tot in 1939.
In 1932 werd hij verkozen tot katholiek volksvertegenwoordiger voor het arrondissement Leuven en vervulde dit mandaat tot in 1946.
Binnen de katholieke partij behoorde Sieben tot de middenstandsvleugel en was betrokken bij heel wat middenstandsorganisaties. Hij was lid van de Middenraad van de Christen Landsbond van de Belgische Middenstand en bestuurslid van het Christelijk Middenstandsverbond van België. In de Katholieke Unie van België vertegenwoordigde hij de middenstand.